# ファッツ・ナヴァロ
ファッツ・ナヴァロ（英語: Fats Navarro, 1923年9月24日 - 1950年7月7日）は、アメリカ合衆国のトランペット奏者。1940年代のビバップ・スタイルの即興ジャズのパイオニアの一人であった彼は、クリフォード・ブラウンをはじめとした多くの演奏家たちのスタイルに強い影響を与えた。

## 略歴
ナヴァロは、アメリカ合衆国フロリダ州キーウェストで、キューバ人、アフリカ人、中国人の血を継ぐ子孫として生まれた。6歳でピアノを弾き始めたが、13歳でトランペットを始めるまで音楽に真剣に取り組んではいなかった。ドラマーのアル・ドリーアスとは幼なじみ。ダグラス高校を卒業するまでに、彼はキーウェストから離れたいと考え、中西部へと向かうダンス・バンドに参加した。
ナヴァロは、スヌーカム・ラッセルのテリトリー・バンドなど、バンドでのツアーによって貴重な経験を積んだ。そこでは、若きJ・J・ジョンソンと出会い、影響を与えてもいる。移動生活に疲れたナヴァロは、1946年にニューヨークで定住するようになり、そこでのキャリアをスタートさせた。とりわけチャーリー・パーカーと出会い、一緒に演奏するようになった。しかし、ナヴァロは高い給料を要求する立場にあり、パーカーのレギュラー・グループの1つに参加しなかった。また、ヘロイン中毒、結核、および体重の問題を抱えていた（彼はその体重と高い話し声から「ファット・ガール」と呼ばれていた）。これらによる苦痛はゆっくりと健康を蝕んでいった。ナヴァロは1950年7月1日に入院し、5日後の7月6日に26歳で亡くなった。彼の最後の公演は、7月1日にバードランドでチャーリー・パーカーと共演したときとなった。
ナヴァロは、アンディ・カーク、ビリー・エクスタイン、ベニー・グッドマン、ライオネル・ハンプトンのビッグ・バンドで演奏し、ケニー・クラーク、タッド・ダメロン、エディ・ロックジョウ・デイヴィス、コールマン・ホーキンス、イリノイ・ジャケー、ハワード・マギー、バド・パウエルとの小グループのレコーディング・セッションに参加した。

## その死
ナヴァロは1950年7月6日、妻のレナ (旧姓クラーク、1927年-1975年) と娘のリンダ (1949年-2014年) に見守られながら、ニューヨークで結核とヘロイン中毒によって亡くなった。彼は、ニュージャージー州リンデンのローズ・ヒル墓地にある目印のない墓、番号414に埋葬された。
1982年、ナヴァロは『ダウン・ビート』誌の殿堂入りを果たした。
2002年9月、友人たちや家族がファッツ・ナヴァロの墓に墓石を捧げた。献石のイベントはジャズ・アライアンス・インターナショナルが後援し、その日はリンデン市長によってファッツ・ナヴァロ・デーとして宣言された。
式典では、リンデン高校合唱団が「アメイジング・グレイス」をパフォーマンスし、トランペット奏者のジョン・ファディスがナヴァロの「Nostalgia」を演奏した。同じ日の夜、14人のトランペット奏者がマンハッタンにおいて、ジャズ・スタンダードとなったナヴァロの歌集を称えるためのステラー・リズム・セクションに参加した。ドン・シックラーによる音楽監督の下でセクションを組み立てたファディスには、ドラマーのビリー・ドラモンド、ベーシストのピーター・ワシントン、ピアニストのジェイムス・ウィリアムスが同行した。

## ディスコグラフィ

### リーダー・アルバム
- Modern Jazz Trumpets (1951年、Prestige) ※ディジー・ガレスピー、マイルス・デイヴィス、ケニー・ドーハムとのオムニバス
- 『メモリアル・アルバム』 - Memorial Album (1951年、Blue Note)
- New Sounds In Modern Music - Volume 1 (1952年、Savoy)
- New Trends Of Jazz - Volume 6 (1952年、Savoy)
- 『ファッツ・ナヴァロ・メモリアル』 - Fats-Bud-Klook-Sonny-Kinney (1955年、Savoy)
- 『ザ・ファビュラス・ファッツ・ナヴァロ Vol.1』 - The Fabulous Fats Navarro Volume 1 (1957年、Blue Note)
- 『ザ・ファビュラス・ファッツ・ナヴァロ Vol.2』 - The Fabulous Fats Navarro Volume 2 (1957年、Blue Note)
- 『ノスタルジア』 - Nostalgia (Fats Navarro Memorial No. 2) (1958年、Savoy) ※with アート・ブレイキー、デクスター・ゴードン、タッド・ダメロン、エディ・ロックジョウ・デイヴィス
- Fats Navarro Featured With The Tadd Dameron Quintet (1961年、Jazzland) ※with タッド・ダメロン・クインテット
- 『サタデイ・ナイト・スイング・セッション1947』 - Saturday Night Swing Session (1969年、Vedette) ※with ロイ・エルドリッジ、フリップ・フィリップス、マイク・コリッキオ、アル・ケーシー、エディ・サフランスキー、スペックス・パウエル、メル・トーメ、ビル・ハリス、チャーリー・ヴェンチュラ、アレン・イーガー、ラルフ・バーンズ、アル・ヴァレンテ、バディ・リッチ、ロイ・ロジャース
- At Their Rare Of All Rarest Performances Vol. 1 (1975年、Kings Of Jazz) ※with チャーリー・パーカー、バド・パウエル
- Bird & Fats Vol.1 (1977年、Durium) ※with チャーリー・パーカー
- Bird & Fats Vol. 2 (1977年、Durium) ※with チャーリー・パーカー
- Our Delight (1982年、Jazz Bird) ※with タッド・ダメロン
- Gillespie/Berman, Navarro On Dial (All Known Existing Takes) (1996年、Spotlite Jazz) ※with ディジー・ガレスピー、ソニー・バーマン
- Complete Last Studio Session Setember 20, 1949 (2009年、RLR)